# سينما كلوزيوم الخرطوم
تعتبر سينما كلوزيوم معلماً من معالم العاصمة السودانية الخرطوم الثقافية وكانت تشكل متنفساَ للأسر وبوابة للانفتاح حول عالم الفن، وتعرض اميز الأفلام وتستقبل اعداد كبيرة من الرواد والمهتمين بالسينما والمسرح والنقاد وشكل موقعها ملتقي هاماً وظلت شامخة إلى أن تمت ازالتها في عهد حكومة عمر البشير السابقة

## النشأة
تأسست سينما كلوزيوم 1935[1] واسهمت في الحراك الثقافي في السودان حتى مجي ثورة الإنقاذ الوطني في العام 1989 م وبدأت في اغلاق دور السينما والنوادي والمكتبات العامة، وتم هدم سينما كلوزيوم بعد أن تم التصرف في المبني الخاص بها ويرجح أنه بيع لمستثمر.

### أول عرض سينمائي..[عدل]
بحسب مؤرخين ونقاد فأن دور السينما في السودان بلغ أكثر من 60 داراً وكان أول عرض سينمائي في العام 1912م.

### دورها...[عدل]
أكثر من 80 عام ظلت[2] سينما كلوزيوم رائدة في مجال السينما في السودان قبل أن تتحول إلى ذكري يتباكا عليها من عاصروا الزمن الجميل  حينما تسلط  عليها النظام البائد وحولها لركاما ليمثلوا ابيخ سيناريو مر على تاريخ السودان الحديث

### تدهور عام..[عدل]
بعد أن توقفت كل من سينما الوحدة بكوبر وسينما الحلفاية  وكلوزيوم وغيرها من دور السينما بمدن السودان المختلفة على رأسها الابيض أصبح الجمهور يبحث عن بديل فكان دخول الديجتال، والقنوات الفضائية، ألا انها كانت تخضع للرقابة ايضاً مما ترك فجوة ما بين المشاهد والسينما وانقطعت علاقته تماماً بدور السينما.

#### هدم وبيع..[عدل]
تم هدم مبني سينما كلوزيوم  وتحويله إلى مقر أحد البنوك الإسلامية الشهيرة، وبحسب حوار مع السينمائي سليمان إبراهيم بأن السينما تم تدميرها فعليا حينما صدر قرار بتصفيتها في عام 1991م؛[3]